# Demigod (группа)
Demigod — финская дэт-метал-группа, основанная в 1990 году.

## История
Группа Demigod образовалась в 1990 году в финском городе Лоймаа. Их дебютный альбом Slumber of Sullen Eyes, записанный в 1992 году, заслужил положительные отзывы со стороны слушателей, а также критиков. Журнал Terrorizer включил его в список «40 дэт-метал-альбомов, которые вы должны послушать». Несмотря на отсутствие новых записей (за исключением двух демо 1993 и 1994 годов) группа продолжала оставаться популярной на металлической сцене и давала регулярные концерты. Однако в середине 90-х группа распалась.
В обновлённом составе Demigod заново собрались в 1998 году, а в 2001 году подписали контракт с финским лейблом Spinefarm, на котором в 2002 году выпустили свой второй альбом Shadow Mechanics. Летом 2006 года группа записала новый материал и в 2007 году выпустила на собственном лейбле Open Game Production альбом, названный Let Chaos Prevail. С конца 2007 года дистрибуцией альбома (за исключением Скандинавии) занялась испанская компания Xtreem Music, которая также переиздала первый альбом Demigod, включив в него песни, входившие в демозапись 1991 года Unholy Domain.
Вопреки заявлению о том, что следующий альбом скорее всего будет выпущен в течение двух с половиной лет, группа распалась в ноябре 2008 года.
В 2010 и 2011 году музыканты собирались для разовых выступлений на фестивалях.

## Состав
- Туомас Ала-Ниссиля — вокал
- Юсси Кийски — гитара
- Туомас Карппинен — гитара
- Сами Весанто — бас-гитара
- Туомо Латвала — барабаны

### Бывшие участники
- Эса Линден¤ — вокал, гитара
- Сеппо Таатила¤ — барабаны
- Эрик Парвиайнен¤ — гитара
- Теро Лайтинен¤ — гитара
- Яркко Рантанен — вокал, барабаны
- Али Лейниё — вокал
- Мика Хаапсало — вокал, клавиши

¤ основатели Demigod.

## Дискография
- Unholy Domain (Demo, 1991)
- Slumber of Sullen Eyes (1992)
- Shadow Mechanics (Spikefarm, 2002)
- Let Chaos Prevail (Open Game/Xtreem music, 2007)